# Boloria palinoides
Boloria palinoides är en fjärilsart som beskrevs av Reuss 1925. Boloria palinoides ingår i släktet Boloria och familjen praktfjärilar. Inga underarter finns listade i Catalogue of Life.